# 배틀 스피리츠 사가 브레이브
《배틀 스피리츠 사가 브레이브》(バトルスピリッツ サーガブレイヴ)는 2019년 6월 15일부터 2020년 1월 24일까지 유튜브에서 착신된 웹 애니메이션이다.